# Leuctra collaris
Leuctra collaris är en bäcksländeart som beskrevs av Martynov 1928. Leuctra collaris ingår i släktet Leuctra och familjen smalbäcksländor. Inga underarter finns listade i Catalogue of Life.